# Штрунц, Гуго
Карл Гуго Штрунц (Karl Hugo Strunz) (24 февраля 1910 года в Вайден, Верхний Пфальц — 19 апреля 2006 года, Унтервессен) — немецкий минералог, создатель одной из самых популярных систем классификации полезных ископаемых.
Его система классификации минералов, разработанная в 1941 году, названа «классификация Никеля — Штрунца». Она основана на структуре кристаллов и химическом составе минералов. Нынешняя ее форма утверждена в 2004 году Международной минералогической ассоциацией, где Штрунц был вице-президентом в 1964-1970 годах, президентом: 1970-1974 гг.

## Публикации
- Strunz, Karl Hugo (1937). "Zur Klassifikation der Silikate". Fortschritte der Mineralogie. 22.
- Strunz, Karl Hugo (1941). Mineralogische Tabellen. Becker und Erler. p. 295.
- Strunz, Karl Hugo (1948). "Zur Klassifizierung der Mineralien auf kristallchemischer Grundlage". Fortschritte der Mineralogie. 27: 32.
- Strunz, Hugo; Nickel, Ernest H. (2001). Strunz mineralogical tables : chemical-structural mineral classification system (9. ed.). Stuttgart: Schweizerbart. ISBN 978-3-510-65188-7.

## Интернет-ресурсы
- Deutsche Mineralogische Gesellschaft — Nachruf Prof. Dr. Dr. Hugo Strunz (PDF 1,2 MB, ab S. 7)
- Freunde der Mineralogie und Geologie Weiden — Nachruf für Hugo Strunz
- Biografie in der Festschrift 125 Jahre Technische Universität Berlin
- Museum für Naturkunde (Humboldt-Universität zu Berlin) — Mineralogische Sammlung und Überblick der geschichtlichen Ereignisse
- Bayerische Akademie der Wissenschaften — Nachruf für Hugo Strunz (PDF 140,7 kB)
- Münchener Mineralienfreunde e. V. — Ehrenmitgliedschaft von Hugo Strunz

- Karl Hugo Strunz (Obituary) (нем.). dmg-home.de. Дата обращения: 20 января 2013. Архивировано из оригинала 17 января 2012 года.
- Prof. Dr. Hugo Strunz verstorben (нем.). vfmg-weiden.de. Дата обращения: 20 января 2013.
- Hugo Strunz (Obituary) (нем.). badw.de. Дата обращения: 20 января 2013.